# Despair (film 1915)
Despair è un cortometraggio muto del 1915 sceneggiato e diretto da J. Charles Haydon.
La pellicola segna il debutto sullo schermo della piccola Mary McAllister, un'attrice bambina che, all'epoca, aveva solo sei anni e che, nella sua carriera, avrebbe preso parte a quarantaquattro film, ritirandosi dalla scena a 21 anni.

## Produzione
Il film fu prodotto dalla Essanay Film Manufacturing Company.

## Distribuzione
Distribuito dalla General Film Company, il film - un cortometraggio in tre bobine - uscì nelle sale cinematografiche statunitensi il 2 novembre 1915.